# Tan Ning
Tan Ning (chinês tradicional: 譚寧, chinês simplificado: 谭宁, pinyin: Tán Níng; Quanzhou, 3 de abril de 2003) é uma jogadora de badmínton chinesa.

## Carreira
Em seus dias de júnior, Tan jogou simples. Ela ganhou a medalha de bronze em simples feminino no Campeonato Asiático Júnior de 2019. Em 2022, ela fez parceria com a medalhista de ouro do Campeonato Mundial Júnior Liu Shengshu e venceu suas compatriotas Li Yijing e Luo Xumin no Malaysia International em novembro.
Sua parceria com Liu continuou a se destacar em 2023. A dupla ajudou a entregar o ponto final para a equipe chinesa quando competiu contra a Coreia do Sul no Campeonato Asiático de Badminton por Equipes Mistas de 2023. Em abril, Tan e Liu venceram o Spain Masters de 2023 após derrotar seus companheiros de equipe Chen Fanghui e Du Yue com uma pontuação de 21–8, 16–21, 21–18.
Nos Jogos Olímpicos de Verão de 2024, em Paris, conquistou a medalha de prata na disputa de duplas femininas, ao lado de Liu.